# بيئة الجزائر

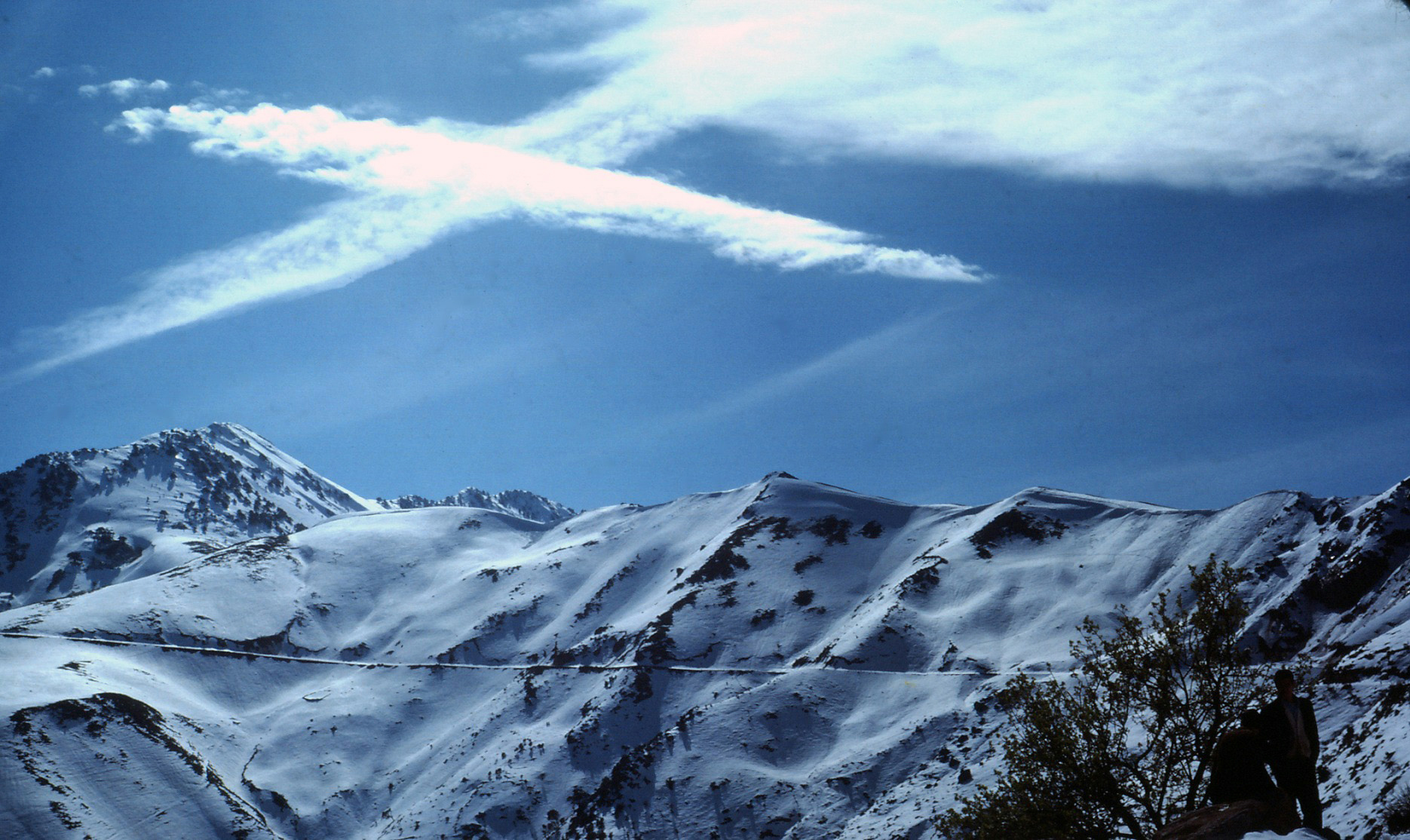
قمم جبال جرجرة المتجمّدة في فصل الربيع.

نظراً لاتساع مساحة الجزائر التي تقدر بنحو 2 381,741 كم²، ونظراً لموقعها الجغرافي الواقع بين خطي طول 9 غرب غرينتش و 12 شرقه وبين دائرتي عرض 19 و 37 شمالاً، وامتدادها الجغرافي البالغ من الشمال إلى الجنوب 1 900 كم ومن الشرق إلى الغرب يتراوح ما بين 1 200 كم على خط الساحل و1 800 على خط تندوف غدامس، كل ذلك يجعلها تتميز بعدة أقاليم مناخية وغطاء نباتي كبير التنوّع.

## الأقاليم المناخية

### المنطقة القطبية الشمالية القديمة
الغابات الصنوبرية المعتدلة
- صنوبر البحر الأبيض المتوسط والغابات المختلطة

غابات البحر الأبيض المتوسط والأراضي الحرجية والفرك
- غابات البحر الأبيض المتوسط الجافة والسهوب
- غابات وغابات البحر الأبيض المتوسط

الصحارى والشجيرات الجافة [الإنجليزية]
- السهوب والغابات في شمال الصحراء
- المنطقة البيئية الصحراوية
- السهوب والغابات في جنوب الصحراء الكبرى
- غابات الصحراء الغربية الجبلية الجافة

الأراضي العشبية والسافانا المغموة بالمياه [الإنجليزية]
- نباتات ملحية صحراوية

## المناطق البيئية للمياه العذبة
- مغرب دائم
- مغرب مؤقت
- الساحل

## المناطق البيئية البحرية
- بحر البوران.
- البحر الأبيض المتوسط

## خصائص المناخ
الحرارة: حرارة كبيرة صيفا ومنخفضة شتاء في المناطق الداخلية والجنوبية مما أدى إلى زيادة المدى الحراري في حين يقل المدى الحراري بالساحل.
تساقط المطر : كميات الأمطار تقل كلما اتجهنا جنوبا، الجهة الشمالية الشرقية أكثر أمطارا من الجهة الشمالية الغربية بسبب الحواجز الجبلية المغربية والإسبانية. -تقل كميات التساقط بالسهوب والصحراء.

### العوامل المؤثرة في مناخ الجزائر
هناك عدة عوامل تؤثر في مناخ الجزائر وهي:

#### الموقع الفلكي للجزائر
فشمالها يقع في المنطقة المعتدلة مما جعله معتدلا في حين جنوبها يقع في المنطقة الحارة مما جعله حارا.

#### الموقع الجغرافي
حيث تطل شمالا على البحر المتوسط مما جعل شمالها رطبا.

#### امتداد التضاريس
حيث تمتد التضاريس عرضيا مما يجعل الأمطار تكثر في الشريط الساحلي وتقل في المناطق الأخرى(ظل المطر).

#### منطقة الضغط المرتفع بالأطلسي(الازوري)
حيث يتجه نحو المغرب العربي شتاء مما يجعله ممطر ويتجه إلى شمال أوروبا صيفا.

#### هبوب الرياح الحار ة(السيروكو)
و هي رياح حارة تأتي من الجنوب نحو الشمال مما يؤدي إلى ارتفاع الحرارة صيفا.

## الغطاء النباتي في الجزائر
يعكس الغطاء النباتي الظروف المناخية وخصائص التربة السائدة في الجزائر التي تشكل العناصر الأساسية في رسم الصورة النباتية حيث ينتشر نحو 3300 صنف نباتي منها640من الأصناف النادرة عالميا.

### توزيع التربة في الجزائر

#### إقليمالتل(الشمال)
تنتشر به التربة الفيضية الغنية بالمواد العضوية والأملاح المعدنية كما نجد ان لونها اسود أو داكن.كما توجد به التربة الجبلية.

#### إقليمالسهوب(الهضاب)
تسوده تربة فقيرة من الأملاح والمواد العضوية.وأخرى ملحية(تربة الشطوط والسبخات) وهي جزيئات من الطمي رسبتها الأودية.

#### إقليم الصحراء
تربته رملية نفوذه وخشنة ولونها ابيض لانها فقيرة من المواد العضوية باستثناء الواحات.

### المياه في الجزائر

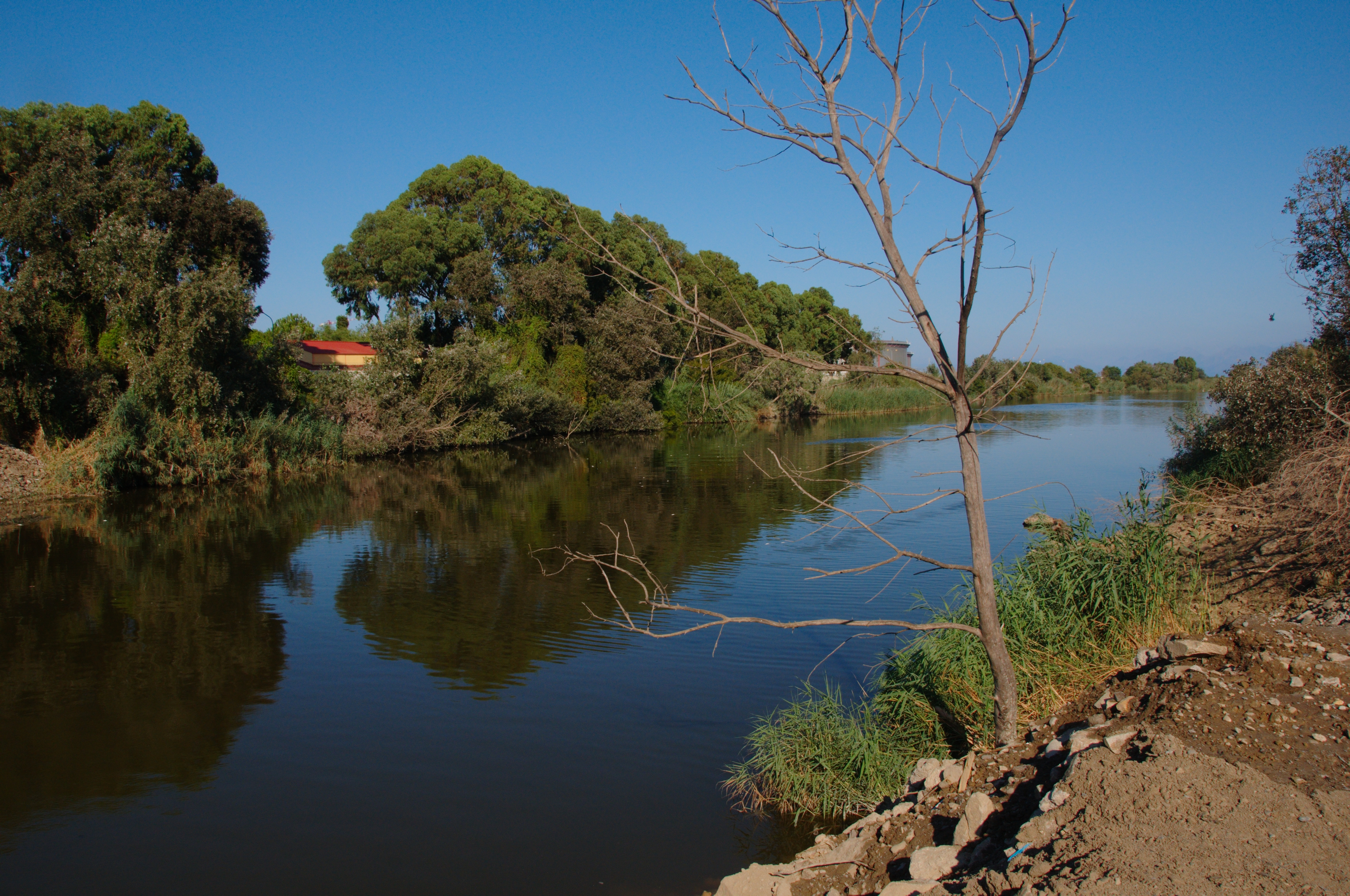
وادي الصومام

تكتسي الموارد المائية في الجزائر طابعا استراتيجيا في مسار التنمية الشاملة للبلاد لارتباطها الوثيق بالتنمية المستدامة ولان الماء في الجزائر مورد نادر وثمين يقتضي ترشيد استعماله لتلبية حاجيات السكان والاقتصاد الوطني دون رهن حاجيات الأجيال القادمة. وتصنف الجزائر ضمن الدول الأكثر فقرا في العالم من حيث الإمكانيات حيث ترتب تحت الحد الأدنى النظري للندرة التي يحددها البنك العالمي بـ 1 000 م3/فرد/سنة حيث أن الراتب المائي النظري في الجزائر الذي كان في عام 62 يقدر بـ 1 500 م3 /فرد سنة، تراجع عام 99 إلى 500 م3 /فرد سنة. وتزداد حدة مشكلة الماء في الجزائر بسبب الخصائص المناخية التي تتراوح بين الجاف وشبه الجاف على معظم الأراضي الجزائرية وهي بالتالي غير وفيرة للامطار مما يهدد بتناقض الموارد في وقت يزداد فيه الطلب على هذا المورد بفعل النمو الديموغرافي ولتنامي القطاعات المستهلكة كالصناعة والفلاحة والسياحة.
كما أن الجزائر بالنظر لمساحتها الكبيرة تتميز بندرة المياه السطحية التي تنحصر أساسا في جزء من المنحدر الشمالي للسلسلة الجبلية الأطلسية وتقدر الإمكانات المائية للجزائر باقل من 20 مليار م3، 75 % منها فقط قابلة للتجديد وتشمل الموارد المائية غير المتجددة الطبقات المائية في شمال الصحراء.
يقدر عدد المجاري المائية السطحية في الجزائر بنحو 30 مجرى معظمها في اقليم التل، وهي تصب في البحر المتوسط وتمتاز بان منسوبها غير منتظم وتقدر طاقتها بنحو 12,4 مليار م3.

#### السدود
رغم حساسية مشكل الماء في الجزائر، فان الحكومات المتعاقبة منذ الاستقلال لم تول الأهمية اللازمة لهذا القطاع الحيوي في برامج التنمية الوطنية حيث أهم إنشاء السدود وهي المنشات الرئيسية لتخزين المياه مما زاد من تراكم المشاكل وادى تاخر مضر بالاقتصاد الوطني وإلى خلق مضايقات عديدة للسكان.
ويقدر الخبراء عدد المواقع الملائمة لبناء السدود في الجزائر من الناحية النظرية بنحو 250 موقعا، لكن عدد السدود الصغيرة والمتوسطة ومنها 50 سدا كبير بطاقة تخزين تفوق 10ملايين م3. يبلغ حجم تخزينها الإجمالي 4,908 مليار، لكن متوسط حجم المخزون المتوفر في العشر سنوات الأخيرة قدر بنحو 1,75 مليار م3، فقط ما يعادل 40% من طاقة التعبئة الإجمالية النظرية بسبب الظروف المناخية (الجفاف) ومشكل توحل السدود.
كما يجري العمل حاليا في برنامج إنشاء 22 سدا جديدا بطاقة إجمالية نظرية تساوي 7 مليارات م3، ومن بين هذه المشاريع سد بني هارون (ولاية ميلة) الذي يعد أكبر سد في الجزائر بطاقة 960مليون م3، في حين تجري الدراسات لاعداد مشروع بناء 52 سداأخر في المست.

#### طبيعة الأنهار في الجزائر وجريانها
تنقسم الأودية الجزائرية حسب مصباتها وتوازن مجاريها إلى أودية تصب في البحر المتوسط وهي الأودية التلية تتميز بوفرة المياه لأنها تقع في منطقة تعتبر الأوفر مطرا. وأودية تصب في أحواض مغلقة من سبخات أو شطوط وتسمى هذه الأودية بأودية الصرف الداخلي وهذه الأودية أقل حظا فيما تصرفه من مياه لأن إقليم صرفها لا تتعدى أمطاره 400 مم إلا نادرا. ثم أشباه الأودية التي تظهر بالصحراء وهي لا تتعدى حركات مياهها هذا الإقليم وليس لها مجاري مضبوطة بل كثيرا ما غيرت مجاريها وطمست معالمها وبذلك يصعب الاستدلال عليها ولا تظهر بها المياه إلا أثناء سقوط المطار النادرة في هذا الإقليم، وربما جرت المياه فيها لأقل من ساعة خلال السنة كلها.

#### أودية تصب في البحر
منها الحراش والشلف والتافنة والحمام ومينا والشلف وخراطة لتمثيل كل الجهات التلية للجزائر الشمالية. وتجري هذه الأودية من الجنوب إلى الشمال بصفة عامة، وتأخذ منابعها من إقليم سلسلة أطلس التلي ما عدا وادي الشلف الذي يمد لسانه حتى سلسلة الأطلس الصحراوي.
وادي الحراش: ينبع من جبال الأطلس البليدي ويصب في البحر المتوسط قرب الجزائر طوله 67 كلم
وادي الشلف: ينبع من جبال عمور وجبال فرندة ويصب في البحر المتوسط قرب مستغانم طوله 650 كلم
وادي تافنة: يجري في أقص الجهات الغربية الشمالية للجزائر من منطقة جبال تلمسان ويصرف مساحة واسعة منها حوضه الأعلى الذي تبلغ مساحته 1 016 كلم2.
واد الحمام: يجري في السهول العليا من معسكر بعد أن يجمع أشتاته المتمثلة في روافده العديدة المنطلقة من جبال سعيدة، ثم يتصل بوادي السيق عند منخفض المقطع ليصب أخيرا في خليج أرزيو وتبلغ مساحة الحوض الأعلى لوادي الحمام 8 477 كلم2.
وادي مينا: وهو أحد الروافد اليسرى لوادي الشلف في مجراه الأدنى، يأخذ منابعه العليا من الهضبة الجبرية الواقعة على الحافة الغربية لجبال الناظور وفرندا على ارتفاع 1150م.
وادي الشلف: وهو أطول وأهم واد في الجزائر من حيث المساحة التي يصرفها والحمولة، يأخذ منابعه العليا من سلسلة الأطلس الصحراوي بالقرب من أفلو بجبال عمور ثم يتجه إلى الشمال تحت اسم النهر الطويل عابرا لأراضي النجود التي تمتص أغلب مياهه ولا تتركها تمر إلا إذا كانت غزيرة في أوقات الفيضانات. يشق طريقه دائما نحو الشمال عبر سلسلة الأطلس التلي في منطقة التقاء جبال المدية في الشرق وجبال الونشريس في الغرب، وبعد عبوره لهذه المنطقة يغير اتجاهه ليصبح يجري في حوض واسع من الشرق إلى الغرب حتى يصل إلى البحر ليصب مياهه بالقرب من مدينة مستغانم بعد أن يكون قد قطع مسافة تزيد من 700 كلم.
وادي خراطة: ويدعى أيضا بوادي اقريون، هذا الوادي يصب في خليج بجاية وهو قصيرا جدا حيث يبلغ طوله قرابة 50 كلم إلا أنه يجري في منطقة غنية جدا بالأمطار.

#### أودية تصب في الشطوط
وادي الغيس: يصرف جزء من السفوح الشمالية لجبال أوراس التي تعد من أهم السلاسل الجبلية الفاصلة بين الصحراء والسهول العليا لقسنطينة. ويجري وادي الغيس البالغ في الطول حوالي 40 كلم من الجنوب إلى الشمال.
وادي القصب: وهو أهم أودية إقليم الحضنة الذي تجرى نحوه كمية من مياه أودية السفوح الجنوبية لجبال البيبان، فهو مصب لها. ويتحرك وادي القصب من الشمال إلى الجنوب على عكس الأودية السابقة

#### أودية تصب في الصحراء
وادي أمزي: يجري من الغرب إلى الشرق ويمثل الجزء الأعلى من ذلك الوادي الطويل المعروف بوادي جدى الذي يتماشى وخط الانكسار العظيم الذي يفصل بين الصحراء والأطلس صحراوي من جبال عمور حتى بسكرة ليصب في الصحراء بشط ملغيغ الواقع على انخفاض 32 متر دون مستوى البحر وهو أقل انخفاض معروف في البلاد.
وادي الأبيضز ينطلق من جبل الشلية بالأوراس على ارتفاع يزيد عن 2 000 مويصرف الجزء الغربي من السفوح الجنوبية لجبال أوراس الشامخة التي قد تكسوها الثلوج لبعض الأيام من السنة في فصل الشتاء طبعا ليصب في شط ملغيغ بالصحراء مثل وادي جدى وبذلك يغذي الطبقات المائية الجوفية في الصحراء الشمالية الشرقية.

### الأقاليم النباتية
وتتوزع الأقاليم النباتية في الجزائر على النحو التالي :

#### إقليم المتوسط
ويغطي الأراضي المحصورة بين السفوح الجنوبية للأطلس التلي وساحل البحر المتوسط مناخه حار وجاف وقصير صيفا، ورطب ودافئ وطويل وممطر شتاء وتربته جيدة وخصبة وهو لذلك أوفر مناطق الجزائر نباتا وأعناها نوعا، كما توجد بهذا الإقليم أخصب الأراضي الفلاحية ذات الإنتاجية العالية.
التشكيلات النباتية
أهم التشكيلات النباتية في هذا الإقليم الغابات ادائمة الخضرة وتغطي مساحة قدرها 3,8 مليون هكتار منها 650ألف هكتار غابات طبيعية و 550 ألف هكتار غابات غير طبيعية إضافة إلى الأحراش الكثيفة في مناطق المطر التي يزيد فيها معدل التساقط عن 1 000 مم/ سنة. الحياة النباتية في هذا الإقليم نشطة طوال العام وهو يتميز بتعدد أنواع النبات ضمنها غابات الصنوبر على مساحة 700 ألف هكتار والبلوط 500 ألف هكتار والفلين 440 ألف هكتار، (أكبر غابة فلين في حوض المتوسط بعد البرتغال) والأرز 30 ألف كتار إضافة إلى أشجار الزان والأشجار المنقولة مثل الزيتون والحمضيات بمختلف أشكالها ويعتبر هذا الإقليم نطاق إنتاج الفاكهة الأول في الجزائر.

#### إقليم السهوب
وهو إقليم انتقالي بحكم موقعه بين إقليم المتوسط والصحراء وتنتشر في تخومه الشمالية أشجار الزيتون وفي تخومه الجنوبية أشجار الديرين ويتراوح في هذا الإقليم معدل التساقط ما بين 300و 500 مم/سنة الذي سيكون أساسا في الشتاء وفترة الجفاف والحرارة أكثر ارتفاعا حيث تتزايد الفوارق الحرارية اليومية والفصلية والتربة فيه فقيرة، إضافة إلى انتشار السباخ والتربة الملحية التي لاتساعد على نمو النبات.
التشكيلات النباتية
وتظهر التشكيلات النباتية في هذا الإقليم على شكل تجمعات كثيفة أو مفتوحة من الأعشاب والحشائش القصيرة والشجيرات في المناطق غير الصالحة للزراعة، وتتميز أهميتها الرعوية حيث يعتبر هذا الإقليم نطاق المراعي الطبيعية الأول في الجزائر، وموردا طبيعيا متجددا تستفيد منه أهم قطعان الثروة الحيوانية في الجزائر وخاصة الأغنام، كما يلعب الغطاء النباتي في هذا الإقليم دورا في حماية البيئة الطبيعية والمحافظة على التربة من التعرية.
وأهم الأنواع النباتية السائدة هي الحلفاء على نحو 4 ملايين هكتار التي لها أهمية مزدوجة اقتصاديا كمادة أولية لصناعة الورق وكمراعي طبيعية إلى جانب السدر البطوم والشيح.
كما يتميز هذا الإقليم بكونه أهم المناطق إنتاج الحبوب في الجزائر، حيث حلت الزراعات الإنسانية مكان النبات الطبيعي وهي مورد اقتصادي هام، يتميز به هذا الإقليم منذ لعصور التاريخية الغابرة حيث كان دائما نطاق الحبوب الأول في الجزائر.

#### إقليم الصحراء
وتترك الظروف المناخية القاحلة السائدة في هذا الإقليم بصماتها على الغطاء النباتي حيث يبلغ الجفاف هنا ذروته ويقل متوسط الأمطار عن 200 مم/سنة، والطبيعة القاسية التربة نادرة لأن الأراضي التي تكسوها الرمال المتحركة أو التي تكون مكسوة بطبقة صخرية كالحمادة إضافة إلى الملوحة لا تساعد على نمو النبات.
التشكيلات النباتية
يقتصر الغطاء النباتي في هذا الإقليم على التشكيلات المتآلفة من الجفاف وارتفاع الحرارة التي تحتل مجاري الأودية والمناطق التي تتواجد بها مياه باطنية قريبة من سطح الأرض، خاصة في الواحات وهناك مناطق خالية تماما من الحياة النباتية تسمى محليا تانزروف كماأن الأنواع النباتية المنتشرة في هذا الإقليم محدودة، لاتتجاوز بضعة أنواع معظمها مجرد من الأوراق فروعها قصيرة، وتكثر بها الأشواك للتغلب على الجفاف والتبخر، وجذورها طويلة بحثا عن المياه الباطنية وأهم هذه التشكيلات النخيل في الواحات والدرين والعناب والطرفة والسنط. ونشاط الرعي محدود في هذا الإقليم والزراعة محصورة في مناطق الاستصلاح المعتمدة على الري بالمياه الجوفية، التي توسعت
مساحتها بصورة محسوسة في العشر سنوات الأخيرة لكن الضغوط الطبيعية القاسية وارتفاع تكاليف عملية الاستصلاح وتقنيات الري جعلت من هذه الزراعة أمرا مكلفا وعمرها الافتراضي مرتبط بكمية مخزون المياه الباطنية غير المتجددة.
وعموما فان الغطاء النباتي في الجزائر يعاني من التدهور وانخفاض الإنتاجية وأصبحت ظاهرة التصحر تهدد الأراضي بسبب الاستغلال غير الرشيد والحرائق التي أدت إلى اندثار وندرة عدد من الأنواع النباتية إلى جانب تصاعد عملية التعرية. وقد استدعت هذه المشكلة اهتمام الدولة الجزائرية مبكرا حيث قامت باتخاذ عدة تدابير أهمها مشروع السد الأخضر ومشروع حماية المناطق السهبية، كمحاولة للسيطرة على زحف الصحراء وخلق توازن طبيعي ومناخي يساعد على الحياة البشرية والحيوانية وعلى تحقيق إنتاج إضافي من منتجات الغابة
المختلفة وخلق ظروف ملائمة للتوسع في الزراعة والإنتاج الحيواني وبالتالي استقرار السكان لكن النتائج المحققة لم تكن بالمستوى المطلوب بسبب مشاكل التمويل الصيانة والحماية.

### المشاكل التي تواجهها الأقاليم النباتية في الجزائر
يهدد الغطاء النباتي في الجزائر مشاكل كثيرة ومتنوعة تؤدي به إلى مشكل واحد وهوالتصحر.

#### التصحر في الجزائر
التصحر في الجزائر هي ظاهرة جغرافية تعني انخفاض أو تدهور قدرة الإنتاج البيولوجي للأرض، مما قد يفضي في النهاية إلى خلق ظروف شبه صحراوية، أو بعبارة أخرى تدهور خصوبة أراضي منتجة سواء كانت مراعي أو مزارع تعتمد على الري المطري أو مزارع مروية، بأن تصبح أقل إنتاجية إلى حد كبير، أو ربما تفقد خصوبتها كليا.
وقد اشتقت كلمة التصحر من الصحراء، والصحراء إقليم بيومناخي تكون بعد انتهاء العصر المطير، وحلول العصر الجاف أي أنه تكون من منذ خمسين ألف سنة مضت. والإقليم الصحراوي يتفاوت ما بين الصحراء الحارة والمعتدلة والباردة، فالصحراء الكبرى وصحراء الصومال وصحراء الربع الخالي في المملكة العربية السعودية هي من نوع الصحاري الحارة الجافة، في حين نجد أن بادية الشام بما فيها الصحراء الأردنية من الصحاري المعتدلة.
الأسباب طبيعية
- تناقص كميات مطر في السنوات التي بتعاقب فيها الجفاف.
- فقر الغطاء النباتي يقلل من التبخر، وبالتالي يقلل من هطول الأمطار، كما أنه يعرض التربة إلى الانجراف ويقلل من خصوبتها.
- انجراف التربة بفعل الرياح حيث يتم نقلها من مواضعها إلى مواضع أخرى.
- التعرية أو الانجراف.. وتعد التعرية في المناطق الجافة وشبه الجافة أداة حدوث الصحراء، أما تجريف التربة الزراعية.

فهو ببساطة عمل تخريبي من فعل الإنسان غير الواعي، مثل استخدام الطبقة السطحية في صناعة طوب البناء.
- زحف الكثبان الرملية.

أسباب بشرية
- الضغط السكاني على البيئة.
- تعدي الإنسان على النباتات باجتثاثه لها.
- تعدي على الأراضي بتحويلها إلى منشآت سكنية وصناعية وغيرها.
- أساليب استخدام الأراضي الزراعية، ويتمثل فيما يلي :

1. أساليب تتعلق بإعداد الأرض للزراعة كالحراثة العميقة والخاطئة.
2. أساليب تتعلق باختيار الأنماط المحصولية والدورة الزراعية.
3. أساليب تتعلق بالممارسات الزراعية نفسها كالري والصرف والتسميد والحصاد.

- الإستغلال السيئ للموارد الطبيعية ويتمثل فيما يلي :

1. إستنزاف الموارد الجوفية والتربة يعرضهما للتملح وتدهور نوعيتهما والملوحة أو التمليح نوع من التصحر.
2. الرعي الجائز وغير المنظم يسبب إزالة الغطاء النباتي، وبالتالي تتهيأ الفرصة للزحف الصحراوي.

#### مكافحة التصحر في الجزائر
تعرف المناطق الجنوبية زحفا مستمرا للرمال الصحراوية، بحيث بدأ الغطاء النباتي في الانحلال بسبب قلة الأمطار وجفاف العشريتين
الأخيرتين خاصة بالمناطق الجنوبية للولاية التي تعد أكثر عرضة لظاهرة التصحر، ضف إلى ذلك ضعف المعدل السنوي لتساقط الأمطار الذي يبلغ
150 ميليمتر في سنة يذكر أن المساحة الغابية الإجمالية بولاية تبسة تبلغ 280 ألف هكتار 40 بالمائة منها عبارة عن مساحات شاسعة
للحلفاء وحسب مصادر مقربة من محافظة الغابات بتبسة فإنه سيشرع في تشجير بعض المناطق الجنوبية بالأشجار المثمرة على
مساحة تقدر بـ 3 200 هكتار وفتح مسالك ريفية بأكثر من 160 كلم لفك العزلة عن بعض المناطق الريفية
فقدت الجزائر 8هكتارات بسبب التصحر والعمران الفوضوي فكشف دراسة خاصة صدرت تحت عنوان خوصصة العقار الفلاحي في السكانية
والتبعية الغذائية.{{}}

### الحلول المقترحة
1. صيانة الموارد الطبيعية من تربة وماء، وتطوير إمكاناتهـــا، ومجالات استخدامها، وإدخال محاصيل جديدة أكثر ملائمة للظروف البيئية.
2. تثبيت الكثبان الرملية والعمل على تكوين وتكثيف غطاء نباتي مناسب يحول دون تعرية أو انجراف التربة.
3. استخدام أسلوب الرعي المؤجل بحظر الرعي في بعض المناطق فترة زمنية كافية لاتاحة الفرصة لاسترداد الغطاء النباتي حيويته.
4. اللجوء إلى النظم المناسبة والمحسنة لزراعة المحاصيل التي تؤدي إلى توفير الغطاء النباتي الدائم.
5. صيانة الموارد المائية (العيون والآبار) وماء السيول التي تعقب الأمطار مثل إقامة السدود، وحسن اختيار مواقع الآبار.
6. توفير مصادر أخرى للطاقة في مناطق الأرياف.
7. استخدام الأقمار الصناعية في عمليات المسح الجيولوجي في الصحاري، لمعرفة المياه الجوفية والأودية القديمة.
8. راقبة حركة التصحر عن طريق تدهور الأراضي بفعل الملوحة والزحف الرملي وتدني كميات المياه كماً ونوعاً.
9. مراقبة النشاط الإنساني في بيئة الأراضي الهشة.
10. زيادة تنمية الموارد المائية خاصة تغذية المياه الجوفيـــــــة.
11. متابعة حركة الرمال بواسطة معالجة صور الأقمـار الصناعية في فصول مختلفة من السنة ومتابعة تثبيت وتوسع الكثبان الرملية.
12. التوسع في زراعة الشجيرات الرعوية الملائمة.[4]
13. التوعية والتحسيس في الوسط الشباني:

- حث الشباب على الانخراط في مختلف الجمعيات والنوادي التي تهتم بحماية البيئة.
- إنجاز برامج لتوعية والتحسيس على مستوى مؤسسات الشباب يشارك فيه الشباب لإثرائه بمختلف الآراء الاقتراحات والحلول.
- توعية الأطفال التلاميذ والطلاب من خلال دروس نموذجية تعرف بالأقاليم النباتية في الجزائر وتتحدث عن ظاهرة التصحر وعن الأسباب

التي تؤدي إليها وهذا في مختلف أطوار التربية التكوين والتعليم.
- تنظيم أيام وأسابيع إعلامية وموائد مستديرة بالشراكة مع الحركة الجمعوية الشبانية مع إحياء المناسبات ذات الصلة بالبيئة.
- عقد اتفاقيات بين مؤسسات الشباب ومختلف القطاعات المعنية لتنظيم دورات تكوينية لشباب ف/ي حماية البيئة.
- ترقية السياحة التربوية الشبانية وخرجات الهواء الطلق إلى مختلف الحظائر والمحميات والأملاك الغابية الوطنية.
- فتح وتعميم نوادي البيئة على مستوى مؤسسات الشباب مع دعمها ماديا بيدغوجيا ومعنويا.
- تنصيب لجان وخلايا تدرس وتهتم بالتوعية التحسيس في مجال البيئة على مستوى مؤسسات الشبانية[5]